# أريغارون خيطي الأوراق
أريغارون خيطي الأوراق (الاسم العلمي: Erigeron filifolius) هو نوع من النباتات يتبع جنس الأريغارون من الفصيلة النجمية.